# Las Abritas
Las Abritas är en ort i Mexiko.   Den ligger i kommunen El Naranjo och delstaten San Luis Potosí, i den centrala delen av landet, 300 km norr om huvudstaden Mexico City. Las Abritas ligger 802 meter över havet och antalet invånare är 181.
Terrängen runt Las Abritas är huvudsakligen kuperad, men åt sydväst är den bergig. Runt Las Abritas är det glesbefolkat, med 11 invånare per kvadratkilometer. Närmaste större samhälle är Minas Viejas, 12,2 km sydost om Las Abritas. I omgivningarna runt Las Abritas växer i huvudsak städsegrön lövskog.